# شکلات تخته‌ای

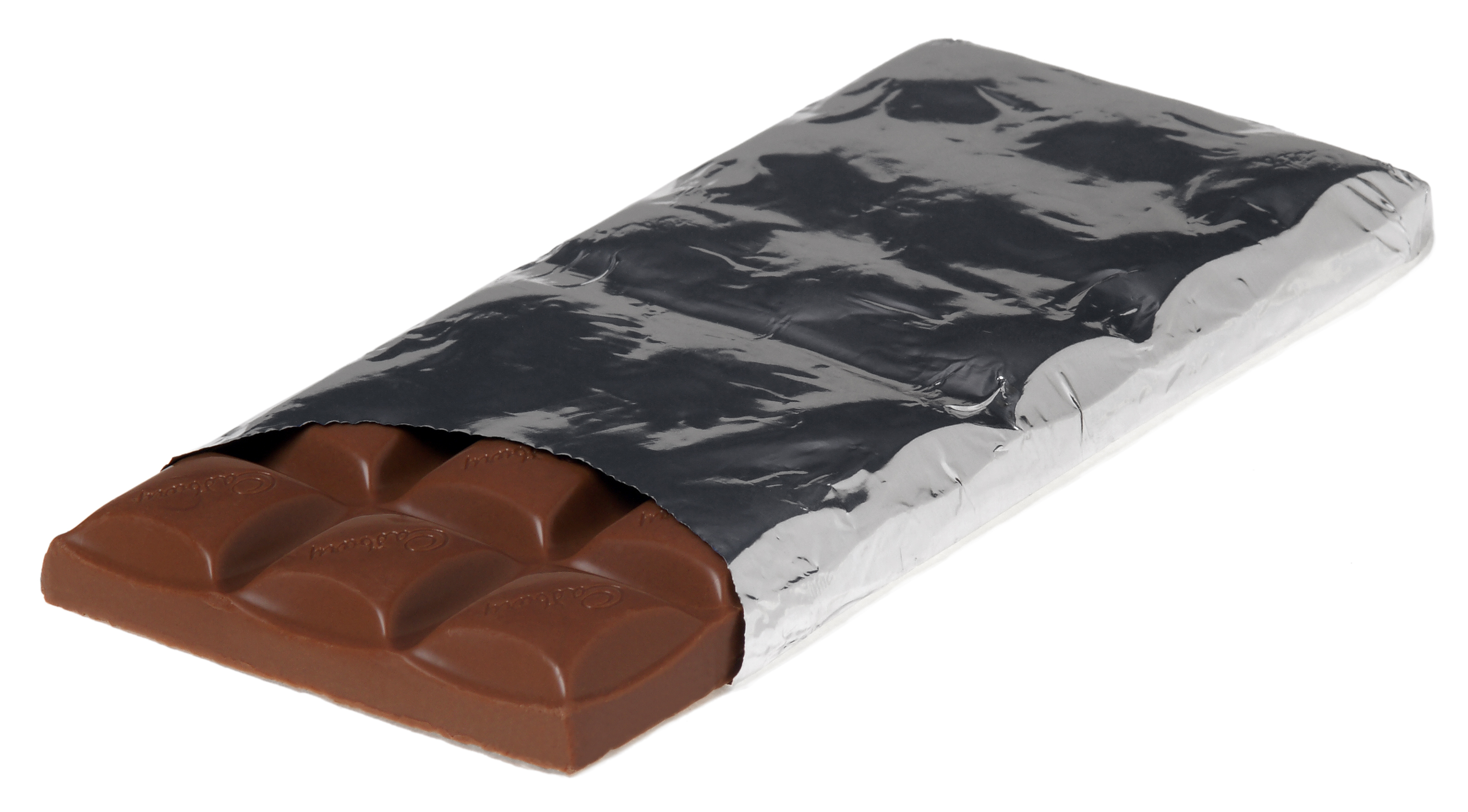
یک تخته شکلات کاراملی Cadbury Dairy Milk در بسته‌بندی فویلی آن

شکلات تخته‌ای یا شِمْش شکلات (انگلیسی: Chocolate bar) فراورده‌های قندی مکعب‌مستطیلی که ممکن است حاوی ترکیبات افزوده یا پرکننده‌هایی مانند دانه‌های آجیل یا تافی یا بیسکویت یا میوهٔ خشک باشد.